# ده‌نو (سیرجان)
ده‌نو یک روستا در ایران است که در شهرستان سیرجان استان کرمان واقع شده‌است. ده‌نو ۳۸۰ نفر جمعیت دارد.

## جمعیت
این روستا در بخش پاریز قرار دارد و براساس سرشماری مرکز آمار ایران در سال ۱۳۸۵، جمعیت آن ۳۸۰ نفر (۹۱ خانوار) بوده‌است.